# Oberbruck (Kulmain)
Oberbruck ist ein Gemeindeteil der Gemeinde Kulmain im oberpfälzischen Landkreis Tirschenreuth.

## Geografie
Das  Kirchdorf Oberbruck liegt im Südwesten des Fichtelgebirges, einen Kilometer südwestlich von Kulmain.

## Geschichte
Das bayerische Urkataster zeigte Oberbruck in den 1810er Jahren als eine aus einem guten Dutzend Herdstellen bestehende Streusiedlung, die aus sieben mehr oder weniger großen Siedlungskomplexen bestand. Mit dem bayerischen Gemeindeedikt von 1818 wurde die Ruralgemeinde Oberbruck gebildet, die nur aus dieser einen Ortschaft bestand. 1946 wurde Oberbruck in die Gemeinde Kulmain eingegliedert.

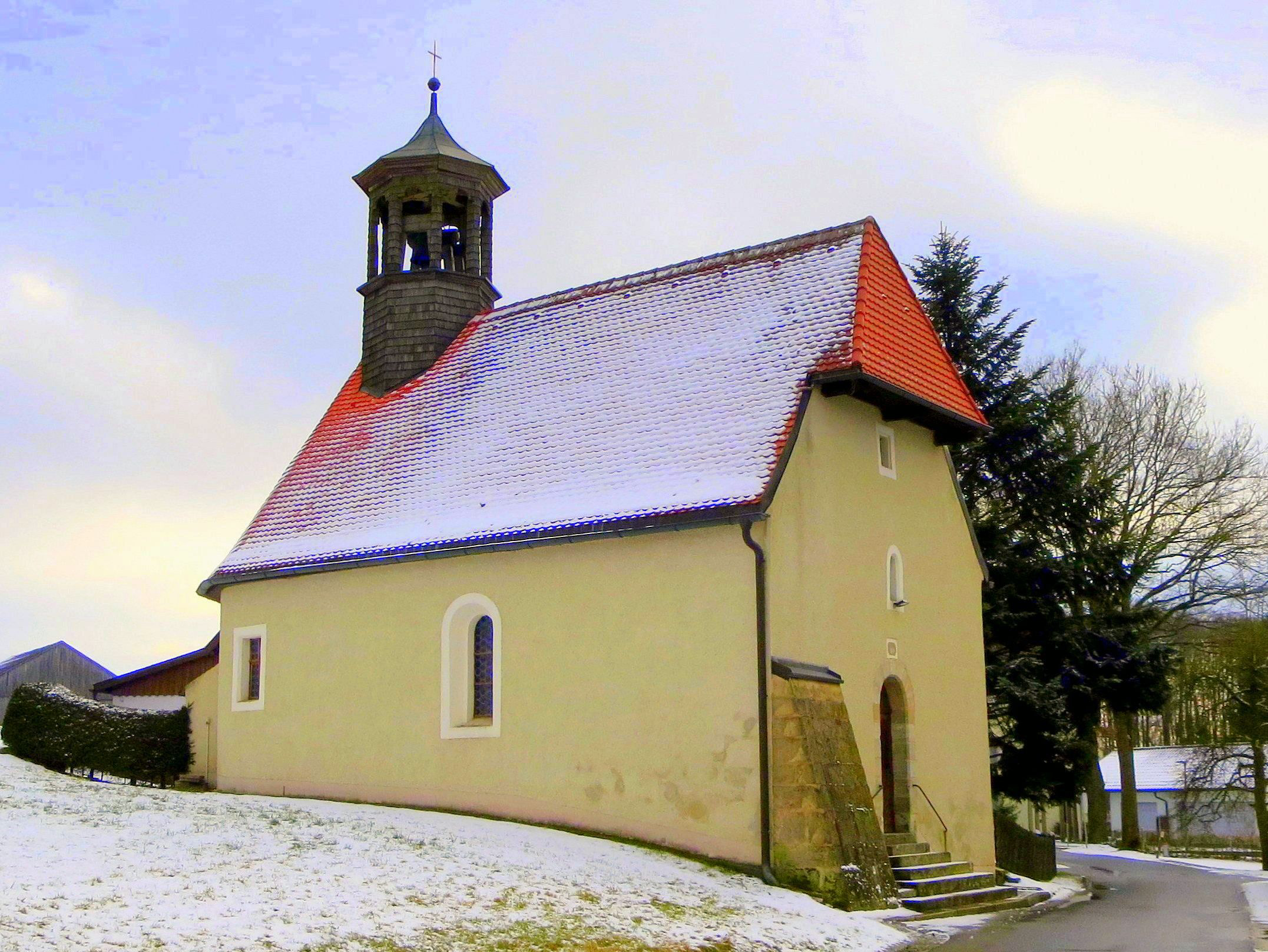
Katholische Nebenkirche St. Helena

| Jahr          | 001871 | 001885 | 001900 | 001925 | 001950 | 001961 | 001970 | 001987 |
| Einwohnerzahl | 100    | 124    | 95     | 99     | 158    | 114    | 115    | 86     |

## Baudenkmäler
In Oberbruck gibt es drei Baudenkmäler, eine Kapelle am westlichen Ortsrand, eine Steinfigur des heiligen Johann Nepomuk im Südosten des Dorfes und die katholische Nebenkirche St. Helena am östlichen Ortsrand. Die Nebenkirche wurde 1676 unter der Verwendung von mittelalterlichem Mauerwerk errichtet und ist ein kleiner Saalbau mit Schopfwalmdach und offenem Dachreiter.